# Bee House
Bee House è una comunità non incorporata degli Stati Uniti d'America della contea di Coryell nello Stato del Texas.